# Perissus griseus
Perissus griseus là một loài bọ cánh cứng trong họ Cerambycidae.